# Circle-Vision 360°

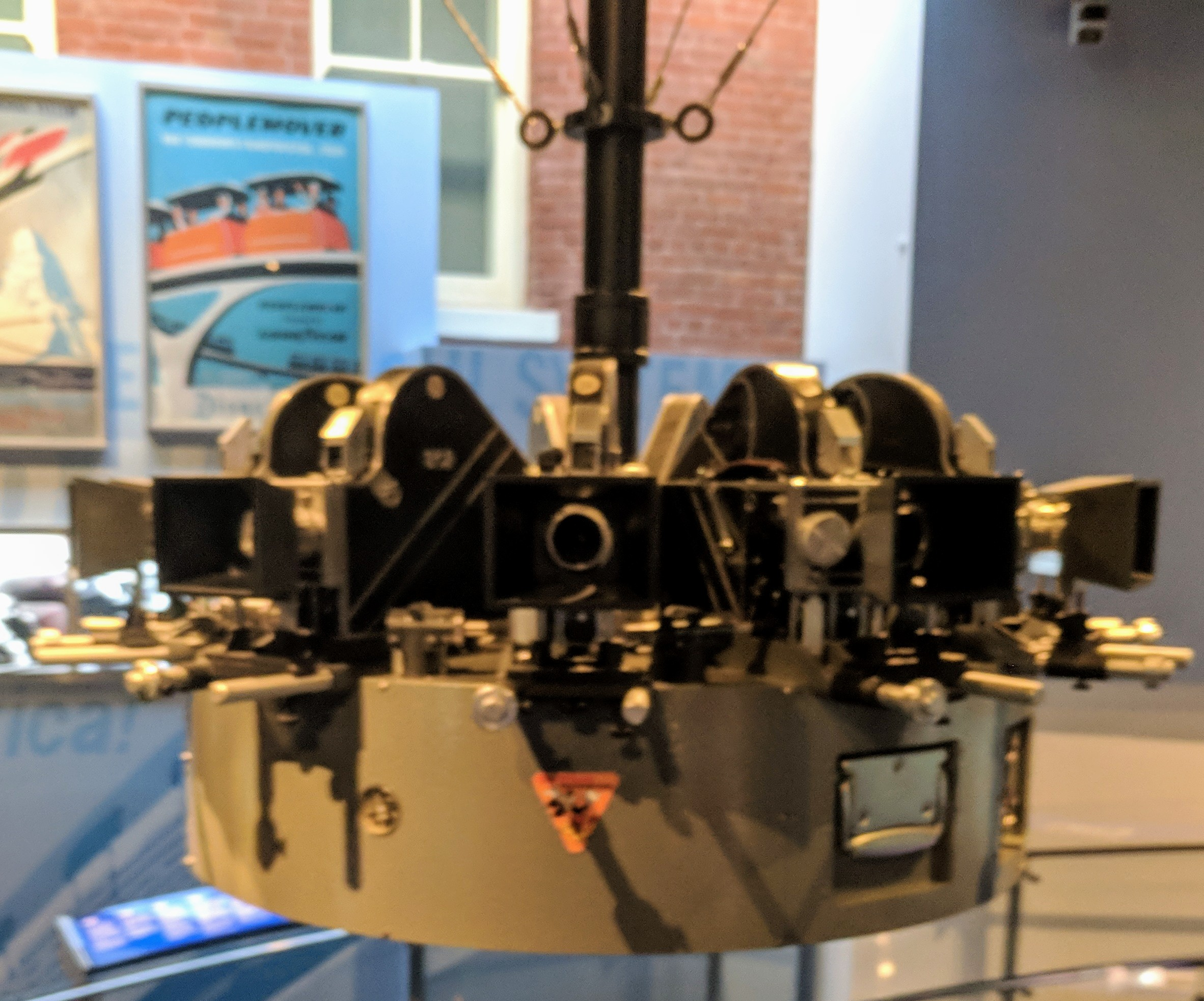
Circle-Vision 360°, a una exhibició al Walt Disney Family Museum

Circle-Vision 360° és una tècnica cinematogràfica, perfeccionada per The Walt Disney Company, que utilitza nou càmeres per a nou pantalles grans, disposades en un cercle. Les càmeres, generalment, es munten a la part superior d'un automòbil per a escenes que requereixin travessar ciutats i carreteres. No obstant això, hi ha pel·lícules, com The Timekeeper (atracció de Disney en 1992) en les quals s'utilitza una càmera estàtica i molts efectes de CGI.
A l'utilitzar, un nombre imparell de pantalles i un petit espai petit entre elles, es pot col·locar un projector a cada espai, projectant així la pel·lícula a través de l'espai cap a les altres pantalles. Aquestes i els projectors estan disposats per sobre del nivell del cap. A més, es poden proporcionar rails inclinats perquè els espectadors es subjectin o es recolzin mentre estiguin dempeus veient la pel·lícula.
La primera pel·lícula projectada amb aquesta tècnica va ser America The Beautiful (versió del 1995) en el teatre Circarama, el qual tenia 11 projectors que utilitzaven pel·lícula de 16mm.Passat un temps, en 1967, aquest es convertiria en Circle-Vision, que utilitzava 9 projectors amb pel·lícula de 35mm. Tant la càmera original d'11 lents, com la subsegüent de 9 lents (desenvolupada en 1960), així com els seus sistemes de projecció, van ser dissenyades per l'animador de Disney i pioner d'efectes visuals, Ub Iwerks.
S'utilitza per a certes atraccions als parcs temàtics de Disney, com l'Epcot, on es van veure pel·lícules com O Canada!, Reflections of China. Al teatre de Circle-Vision en Tomorrowland, es van projectar films com Wonders of China, i American Journeys. A la D23 Expo 2011, el president de Disneyland Resort, George Kalogridis, va anunciar que CircleVision tornaria a Disneyland Park amb una nova projecció de America the Beautiful en CircleVision 360, encara que actualment no se sap si realment la pel·lícula serà mostrada, ja que el teatre original va ser reemplaçat amb una altra atracció. Tampoc es va especificar si seria una versió de la pel·lícula original o una nova amb el mateix nom i concepte.

## Parcs que utilitzen la tecnologia Circle-Vision

### Disneyland Park
- Gran inauguració: 1955
- Tancat: 1997 (com a atracció independent); 2000 (com un segment del pre-show Rocket Rods).
- Dissenyador: Walt Disney Imagineering
- Ubicació: Tomorrowland
- Noms formals de l'atracció
  - Circarama
  - Circle-Vision 360
  - Estrena Mundial Circle-Vision
- Llista de les pel·lícules projectades
  - A Tour of the West
  - America the Beautiful
  - Wonders of Xina
  - American Journeys
- Patrocinadors anteriors
  - American Motors (dècada de 1950)
  - Bell System (dècada de 1960)
  - AT&T / Bell System (dècada de 1970)
  - Pacific Southwest Airlines(dècada de 1980)
  - Delta Air Lines (dècada de 1990)

### Magic Kingdom
- Gran inauguració: 25 de novembre de 1971
- Tancat: 26 de febrer de 2006
- Dissenyador: Walt Disney Imagineering
- Ubicació: Tomorrowland
- Noms formals de l'atracció
  - Circle-Vision 360
  - Centre de Ciències de Metropolis
- Llista de les pel·lícules projectades
  - America the Beautiful (1971-1974, 1975-1979)
  - Magic Carpet 'Round the World (1974-1975. 1979-1984)
  - American Journeys (15 de setembre de 1984-9 de gener de 1994)
  - The Timekeeper (21 de novembre de 1994- 26 de febrer de 2006)
- Antics patrocinadors
  - Monsato (catifes)
  - Black & Decker

### Epcot
- Gran inauguració: 1 d'octubre de 1982
- Dissenyador: Walt Disney Imagineering
- Ubicació: World Showcase
  - Pavelló de la Xina
  - Pavelló de Canadà
- Llista de les pel·lícules projectades
  - Wonders of Xina
  - Oh Canadà! (versió de 1982)
  - Oh Canadà!
- Pel·lícules actuals
  - Reflections of Xina
  - Canada: Far and Wide

### Disneyland (Tòquio)
- Gran inauguració: 15 d'abril de 1983
- Tancat: 1 de setembre de 2002
- Dissenyador: Walt Disney Imagineering
- Ubicació: Tomorrowland
- Noms formals de l'atracció
  - Circle-Vision 360
  - Visionarium
- Llista de les pel·lícules projectades
  - Magic Carpet 'Round the World
  - American Journeys
  - Visionarium (From Time to Time)
- Patrocinadors
  - Fujifilm

### Disneyland (París)
- Gran inauguració: 12 d'abril de 1992
- Tancat: setembre de 2004
- Dissenyador: Walt Disney Imagineering
- Ubicació: Discoveryland
- Noms formals de l'atracció
  - Le Visionarium
- Llista de les pel·lícules projectades
  - Le Visionarium
- Patrocinadors
  - Renault

## Altres usos

### Expo 61 (Torí)
- Gran inauguració: 1 de maig de 1961
- Tancat: 31 d'octubre de 1961
- Productor executiu: Roberto de Leonardis (Royfilm)
- Realitzador: Elio Piccon
- Ubicació: Fiat Circarama Walt Disney, Expo 61, Turin
- Noms formals de l'atracció
  - "Walt Disney Presenta Itàlia 1961 en Circarama"[5]
- Patrocinadors
  - Fiat

- Notes: The Walt Disney Company va llogar el sistema de càmera a Fiat i va treballar la postproducció. La llegenda de Disney, Don Iwerks, fill de Ub Iwerks, va ser enviat a Itàlia per entrenar la pel·lícula, però finalment es va quedar durant el rodatge.[4]

### Expo 64 (Lausana)
La pel·lícula no ha estat vista pel públic des de 1964, però s'ha projectat en format digital en el Museu für Gestaltung Zürich com a part de l'exposició "SBB CFF FFS" fins al 5 de maig de 2020.
- Gran Inauguració: 30 d'abril de 1964
- Tancat: 25 d'octubre de 1964
- Dissenyador: Ernst Un. Heiniger
- Ubicació: Pavelló de Transport, Expo 64, Lausana
- Nom formal de l'Atracció
  - "Magia dels rieles, magie du rail, Zauber der Schiene"
- Patrocinadors
  - Ferrocarrils Federals suïssos

### Expo 67 (Mont-real)
Aquesta és una de les pel·lícules més peculiars de Circle-Vision, ja que a excepció d'una breu aparició el gener de 1974, en Magic Kingdom durant la seva "Salute to Canada", no ha estat vista des de 1967. La pel·lícula va ser la inspiració per a l'original "Oh Canada! ", projectada a l'Epcot de 1982 a 2007. Després del final de la Expo67, diverses de les atraccions i pavellons del lloc van continuar operant. El teatre Man and His World, passada la Expo 67, en 1970, es va convertir en el Pavelló dels Estats Units, presentant la pel·lícula America the Beautiful.
- Gran inauguració: 28 d'abril de 1967
- Tancat: 29 d'octubre de 1967

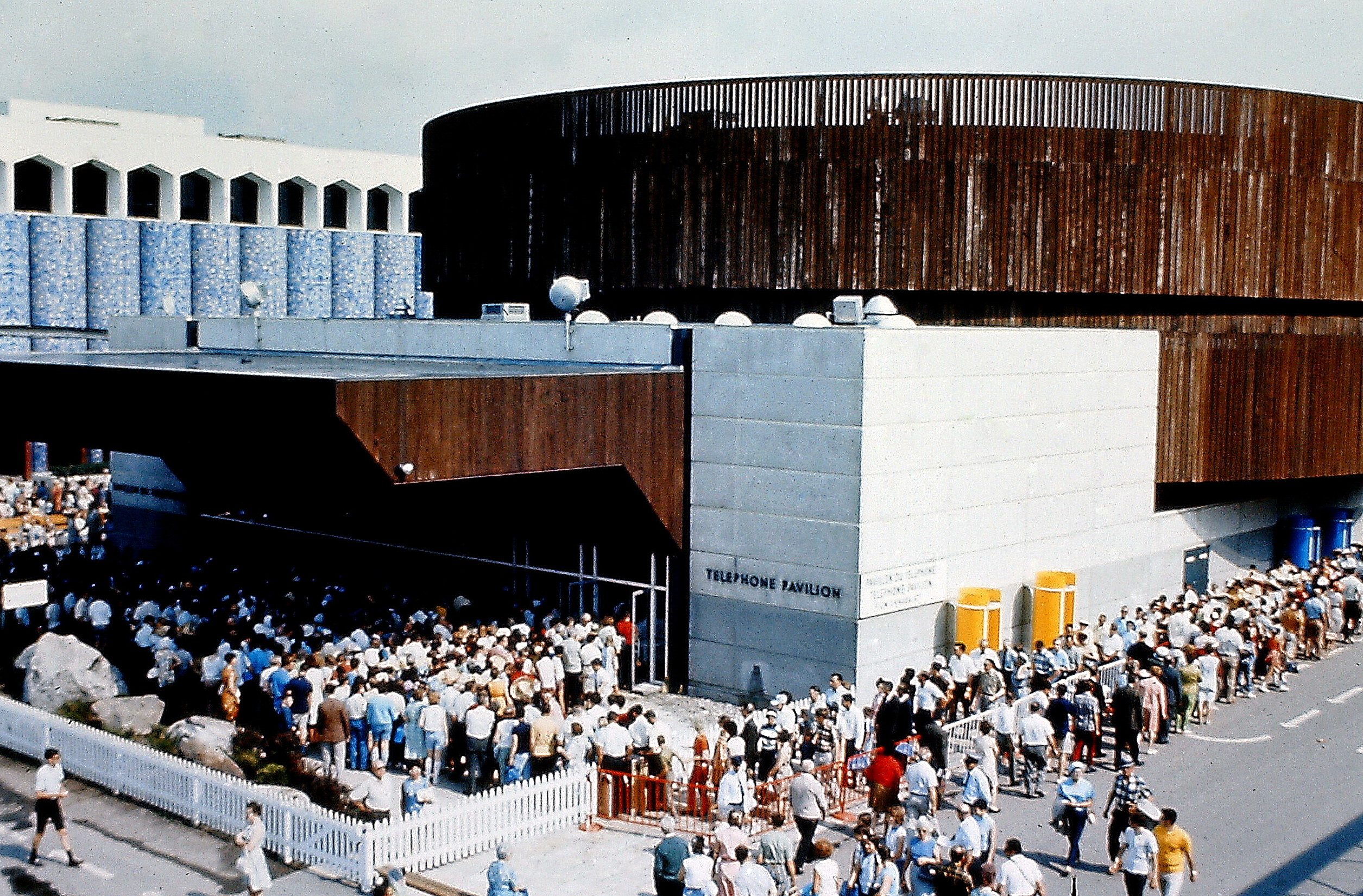
La Expo 67 Bell Canada Telephon Pavilion

- Dissenyador: Walt Disney Imagineering
- Ubicació: Bell Telephone Pavilion, Expo 67, Mont-real
- Nom formal de l'atracció
  - "Canadà 67"
- Llista de les pel·lícules projectades
  - Canadà '67. Barclay. Descripció de la guia de la Expo'67: "Estàs al centre de l'escenari per al passeig musical RCMP ... al centre del gel per a l'hoquei ... en la pista en la Stampede! CIRCLE-VISION 360° t'envolta amb tota la diversió i l'emoció dels esdeveniments més emocionants de Canadà i la seva bellesa escènica. I després, porti als seus fills al Bosc Encantat ... vegi nous i emocionants serveis de comunicació per al futur ... tot en el Pavelló Telefònic! " Visió circular 360°[7]
- Patrocinadors
  - L'Associació Telefònica de Canadà
- Notes: L'avió "B-25" va ser utilitzat per a filmar les preses aèries.[8]

### Expo 86 (Vancouver)
Aprofitant la popularitat del seu pavelló en la Expo '67, Telecom Canada va tornar a encarregar a Disney la creació d'una pel·lícula. Després de la fira, la pel·lícula es projectaria temporalment en el pavelló de Canadà al Centre EPCOT.
- Gran inauguració: 2 de maig de 1986
- Tancat: 13 octubre de 1986
- Ubicació: Pavelló de Canadà de la Telecomunicació, Expo 86, Vancouver
- Nom formal de l'atracció
  - "Telecom Canada"
- Pel·lícula projectada
  - Portraits of Canada/Images du Canada
- Patrocinadors
  - Telecom Canada

## Altres
Els pioners del cinema francès van jugar amb la tecnologia a partir de 1884, donant lloc a Cinéorama. Un altre sistema (desenvolupat al segle XXI) substancialment similar que està sent utilitzat en el lloc de l'exhibició de l'Exèrcit de Terracota en Xian, Xina. La Gran Muralla de Badaling, prop de Beijing té un teatre Circle-Vision amb escenes de la Gran Muralla de la Xina.

## Visita també
- Llistats de formats cinematogràfics (en català)
- Telephone Pavilion (Expo 67) (en anglès)